# ستيفان لوكوفيتش
ستيفان لوكوفيتش هو لاعب كرة قدم صربي في مركز الدفاع، ولد في 16 مارس 1992 في Prokuplje ‏ في صربيا. لعب مع النجم الأحمر بلغراد وملادوست لوتشاني ونابريداك كروشيفاتس.

## وصلات خارجية
- ستيفان لوكوفيتش على موقع قاعدة بيانات كرة القدم.إي يو (الإنجليزية)
- ستيفان لوكوفيتش على موقع Soccerway.com (الإنجليزية)
- ستيفان لوكوفيتش على موقع عالم كرة القدم.نت (الإنجليزية)